# ClubJenna

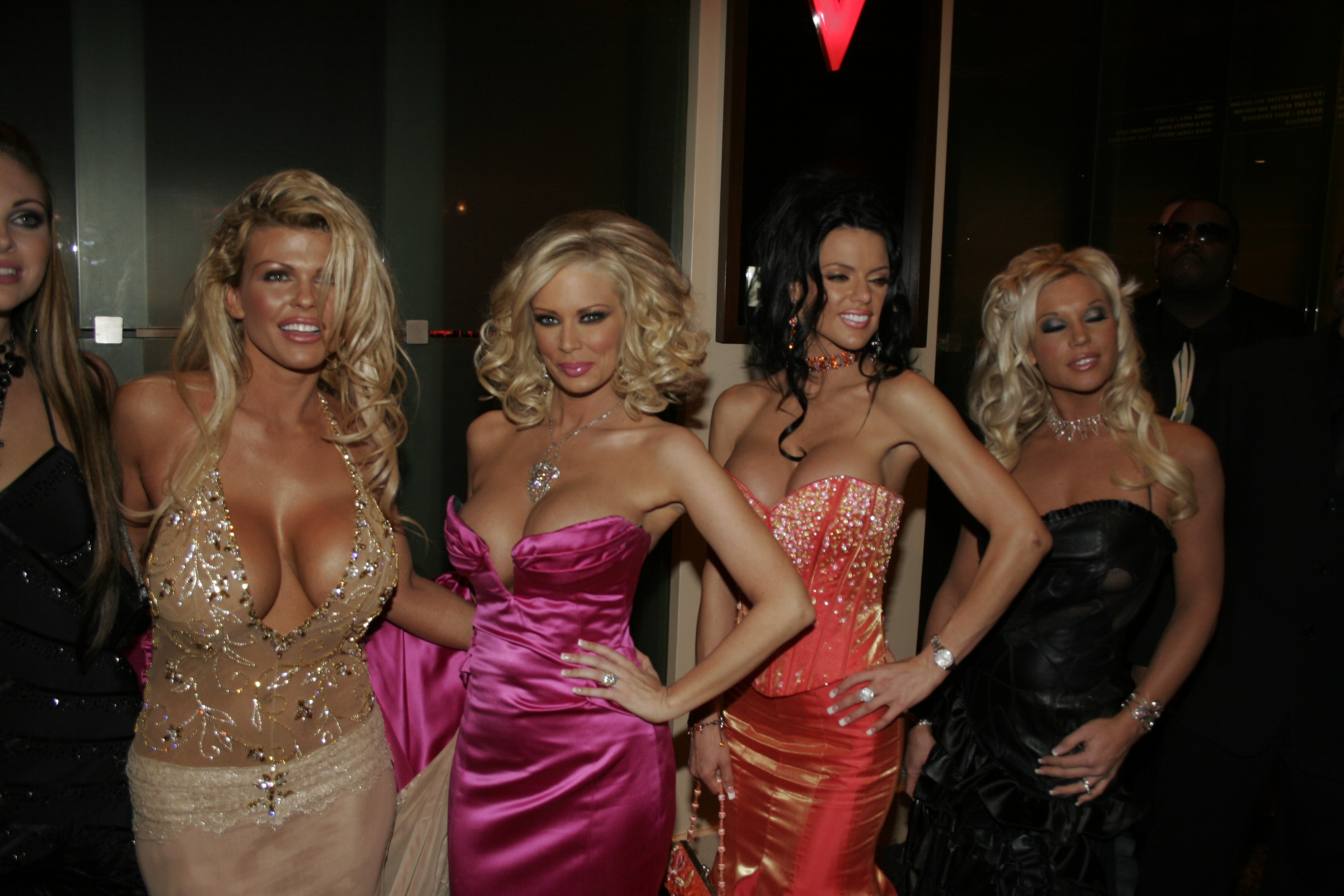
Sophia Rossi, Jenna Jameson, Chanel St. James i Ashton Moore en els premis AVN 2006

ClubJenna, Inc és una productora de cinema pornogràfic dels Estats Units. La seu central es troba a Scottsdale, Arizona fundada per l'actriu porno Jenna Jameson i la seva parella Jay Grdina l'any 2000, i la va vendre a Playboy en 2006.